# 米玛·尧绍韦茨
米玛·尧绍韦茨（1956年7月20日—），斯洛文尼亚女子网球运动员。她曾获得法国网球公开赛女子单打冠军、女子双打冠军。她也曾代表南斯拉夫参加1979年地中海运动会。